# Helena Woynarowska
Helena Woynarowska (... – Cracovia, gennaio 1946) è stata una velocista, cestista e pallamanista polacca.

## Carriera

### Atletica leggera
Vinse 27 medaglie ai campionati polacchi tra il 1924 e il 1933, soprattutto in prove di velocità e staffette. Nel 1924 fu campionessa polacca nel lancio del giavellotto e si classificò terza nel salto in alto.

### Pallacanestro
Con la Polonia disputò i Campionati europei del 1938, vincendo la medaglia di bronzo.
Morì in un incidente stradale nel 1946.